# Саарско настъпление
Саарското настъпление е френска сухопътна инвазия в Саарланд, Германия, между 7 и 16 септември 1939 г. в ранните етапи на Втората световна война. Плановете включват около 40 дивизии, включително една бронетанкова дивизия, три механизирани дивизии, 78 артилерийски полка и 40 танкови батальона да атакуват отслабения западен фронт на Германия по време на нападението над Полша. Въпреки че 30 дивизии напредват до границата, а в някои случаи и през нея, цялостното нападение не се осъществява. Бързата победа в Полша позволява на Германия да подсили фронта с пристигащи вкъщи войски. В крайна сметка френските сили се оттеглят на фона на германската контраатака от 17 октомври.